# Miller megye (Georgia)
Miller megye az Amerikai Egyesült Államokban, azon belül Georgia államban található. Megyeszékhelye és legnagyobb városa Colquitt. Lakosainak száma 6000 fő (2020. április 1.). Miller megye Baker, Decatur, Seminole és Early megyékkel határos.

## Népesség
A megye népességének változása:
| Lakosok száma | 6153 | 6077 | 5975 | 5932 | 5854 | 6000 |
|               | 2010 | 2011 | 2012 | 2013 | 2015 | 2020 |